# Groene Partij (Verenigde Staten)
De Groene Partij (Engels: Green Party - afgekort GP) is een linkse, ecologische Amerikaanse politieke partij. De Groene Partij is in 1991 opgericht en de opvolger van de Association of State Green Parties, een federatie van groene partijen op staatsniveau. Sinds 2001 is het geen federatie meer maar heeft de Green Party afdelingen ("chapters") op staatsniveau. De partij is een van de drie middelgrote third parties in de Verenigde Staten.

## Ideologie
De ideologie van de Groene Partij is gebaseerd op milieubewustzijn, niet-hiërarchische participatiedemocratie, sociale rechtvaardigheid, respect voor diversiteit, vrede en geweldloosheid. De partij onderscheidt tien "Key Values" als leidende principes:
1. Grassrootsdemocratie
2. Sociale rechtvaardigheid en gelijke kansen
3. Ecologische wijsheid
4. Geweldloosheid
5. Decentralisatie
6. Gemeenschapseconomie
7. Feminisme en gendergelijkheid
8. Respect voor diversiteit
9. Persoonlijke en globale verantwoordelijkheid
10. Focus op de toekomst en op duurzaamheid

## Verkozenen en kandidaten
De steun voor de partij is het grootst in de staten aan de Grote Oceaan (Californië, Oregon en Washington), in de noordelijke regio rond de Grote Meren en in het noordoosten. De staat Maine heeft het grootste aantal verkozenen van de Groene Partij per inwoner.
Richard Carroll werd in november 2008 de eerste verkozene in de wetgevende macht van een van de staten, namelijk in Arkansas. In 2009 verliet hij de partij en werd hij een Democraat.
In april 2007 waren er 230 lokale verkozenen van de Groene Partij, een record voor de partij. Er zijn verschillende groene burgemeesters in Amerika.
Op federaal niveau zijn er geen verkozenen. Mede door het kiesstelsel van "winner takes all" gaan traditioneel alle zetels in de beide huizen van het Congres naar leden van de twee grote partijen. Kandidaat voor het presidentschap was in 1996 en 2000 Ralph Nader. De tweede keer haalde hij 3% van de stemmen. Nader kreeg veel kritiek omdat hij vooral stemmen weghaalde bij Al Gore (Democraten), de meest linkse van de twee grote kandidaten. Met de 3% van Nader zou Gore George W. Bush in 
Florida verslagen hebben. Tegengeluiden beweerden echter dat zonder de kandidatuur van Nader veel van zijn stemmers thuis waren gebleven in plaats van voor Gore
te stemmen.
In 2012, 2016 en 2024 was Jill Stein de Groene kandidaat, aan wie de Democraten de nipte nederlaag van Hillary Clinton wijten. Kandidaat in 2020 was de vakbondsman Howie Hawkins.

## Resultaten bij presidentsverkiezingen
- 1996: Ralph Nader en Winona LaDuke 685.128 stemmen
- 2000: Ralph Nader en Winona LaDuke 2.882.000 stemmen
- 2004: David Cobb en Pat LaMarche 119.859 stemmen
- 2008: Cynthia McKinney en Rosa Clemente 161.603 stemmen
- 2012: Jill Stein en Cheri Honkala 469.628 stemmen
- 2016: Jill Stein en Ajamu Baraka 1.450.967 stemmen
- 2020: Howie Hawkins en Angela Walker 405.035 stemmen
- 2024: Jill Stein en Butch Ware  862.049 stemmen